# Automolis salmonea
Automolis salmonea là một loài bướm đêm thuộc phân họ Arctiinae, họ Erebidae.